# リチャード・バトラー (第5代マウントガーレット子爵)
第5代マウントガーレット子爵リチャード・バトラー（英語: Richard Butler, 5th Viscount Mountgarret、1706年2月没）は、アイルランド王国の軍人、貴族。

## 生涯
第4代マウントガーレット子爵エドマンド・バトラーと1人目の妻ドロシー・トゥチェット（Dorothy Touchet、1635年2月10日没、第2代キャッスルヘイヴン伯爵マーヴィン・トゥチェットの娘）の息子として生まれた。
カトリックだったため1658年にリヴァプールで、1678年にダブリン城で投獄された。また、フランス軍で陸軍大尉を務めたことがあり、1689年にはジェームズ2世のアイルランド軍で騎兵大尉を務めた。
1679年に父が死去すると、マウントガーレット子爵の爵位を継承した。1692年10月19日にアイルランド貴族院議員への就任を主張したが、最高権の誓約を拒否したため、1698年10月19日のアイルランド貴族院決議により排除された。ただし、貴族院から排除されるまでの1697年に貴族院決議を得て、父方の祖父にあたる第3代マウントガーレット子爵リチャード・バトラーの無法者（outlawry）宣言の取り消しに成功した。貴族院は1715年に1697年の決議が第3代子爵の無法者宣言を取り消していないと裁定を下したが、1721年に改めて無法者宣言の取り消しを宣言した。
1706年2月に死去、息子エドマンドが爵位を継承した。

## 家族
1661年9月、エミリア・ブランデル（Emilia Blundell、1682年没、ウィリアム・ブランデルの娘）と結婚、3男をもうけた。
- リチャード（1660年 – 1706年以前） - 1690年に結婚、子供あり
- エドマンド（1663年 – 1735年） - 第6代マウントガーレット子爵、子供あり
- ジェームズ（1675年 – ?） - 子供あり

その後、マーガレット・バトラー（Margaret Butler、1703年10月以降没、ギルバート・バトラーの娘）と再婚した。